# En idiot på resa
En idiot på resa (originaltitel An Idiot Abroad) är en brittisk dokumentär TV-serie från 2010. Serien sändes först på den brittiska TV-kanalen Sky 1.
Programmets huvudperson Karl Pilkington, reser jorden runt för att besöka världens sju nya underverk i den första säsongen. Till skillnad från andra reseprogram så har huvudpersonen en ganska kritisk och obildad syn på de resmål han besöker. Serien är skapad av Ricky Gervais och Stephen Merchant som båda är vänner till Karl.
Serien hade svensk premiär 18 januari 2011 i SVT under den svenska programtiteln "En idiot på resa".
Säsong två som sändes under hösten 2011 under namnet An Idiot Abroad 2: The Bucket List, som handlar om "saker du måste göra innan du dör". Premiären skedde den 23 september 2011 på den brittiska kanalen Sky 1 samt den 13 november i Sverige i SVT.